# شاكتية

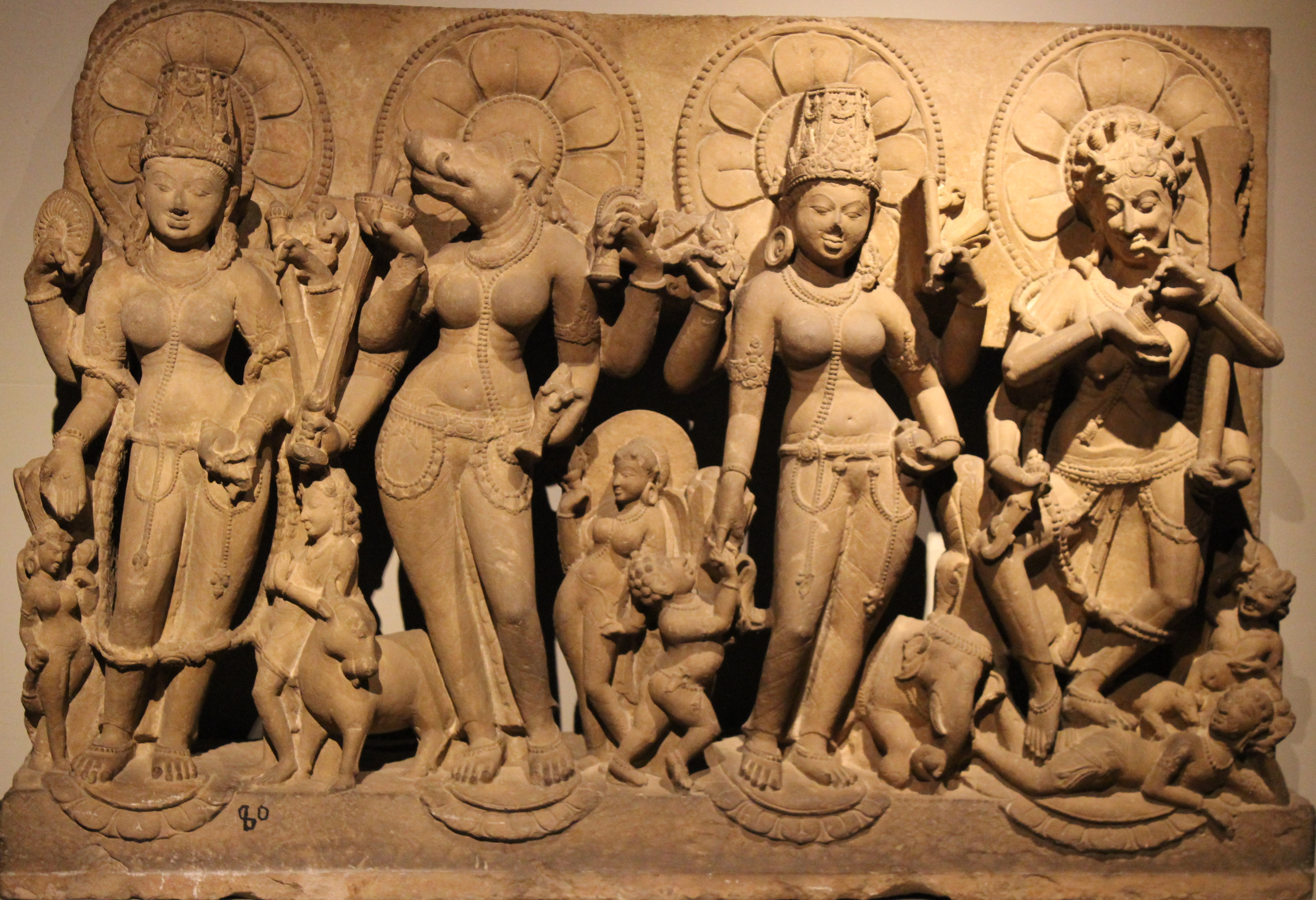

الشاكتيزم (لغة سنسكريتية: Śāktaṃ، शाक्तं؛ حرفيًا «مذهب السلطة» أو «مذهب الإلهة») هي طائفة هندوسية تركز على عبادة آدي باراشاكتي أو ديفي - الأم الإلهية الهندوسية - كالإلهة الدائمة المطلقة. وهو واحد من المذاهب الأولية للعبادات الهندوسية بجانب الشيفية والفايشنافية.
الشاكتيزمية تُعظم ديفي (ليت. 'الهه' كـالبراهمان المطلق نفسه، «الأول الذي لا ثاني له»، بكل أشكال الربوبية الأخري، أنثى أو ذكر، والتي تُعتبر مظاهر متنوعة لها. تتشابه الشاكتيزمية مع الشيفزمية في تفاصيلها الفلسفية وممارساتها. ومع ذلك، شكتاس (سنسكريتية: Śākta، शाक्त)، يُركز ممارسو الشاكتيزمية على معظم أو كل عبادة شاكتي، كالجانب المؤنث من دينامية الربوبية المطلقة. ويُعتبر شيڤا، الجانب المذكر من الألوهية، متعاليًا فقط، ودائمًا يتم إنزال عبادته إلى دور ثانوي. (Subramuniyaswami)
تتغلغل جذور الشاكتيزمية إلى أعماق ما قبل التاريخ الهندي. وعُرف ظهور الآلهة مبكرًا منذ أكثر من 22 ألف سنة في المستوطنات الهندية في العصر الحجري القديم، ومن خلال تطوير وتحسين عبادتها في حضارة وادي السند، واختفائها الجزئي خلال الفترة الڤيدية (Vedic period)، وظهورها المتلاحق وانتشارها في التقليد السنسكريتي الكلاسيكي، فقد اقترح بعدة طرق أن «تاريخ التقاليد الهندوسية يمثل عودة ظهور الإله المؤنث».
على مدار تاريخه، ألهم الشاكتيزم الأعمال العظيمة في الأدب السنسكريتي والفلسفة الهندوسية، واستمر ملهمًا بقوة للهندوسية المنتشرة الآن. تُمارس الشاكتيزمية في جميع أنحاء شبه القارة الهندية وخارجها، وفي أشكال عديدة، سواء التنتري واللا تنتارا; ومع ذلك، تعد كل من الـسريكيولا (Srikula) (ليت. عشيرة سري)، المنتشرة في جنوب الهند، والـكاليكيولا (عشيرة كالي)، والتي تسود شمال وشرق الهند، هما أكبر وأشهر مذاهب الشاكتيزمية.

## الملاحظات
1. 1 2  صوبراميونيسوامي، ص. 1211.
2. ↑  Hawley. p. 2.